# .375 Holland & Holland Magnum
Le calibre .375 Holland & Holland Magnum a été créé par la société britannique Holland & Holland en 1912 sous le nom de .375 Belted Rimless Nitro-Express. 
Cette cartouche est connue pour être utilisée lors des safaris en Afrique, plus précisément pour la chasse au gros gibier du Big Five. Elle est également employée pour la chasse et l'autodéfense contre les ours en Amérique du Nord.

## Cotes
Les cotes détaillées de la cartouche sont indiquées ci-dessous :

## Comparaisons balistiques des munitions d'armes d'épaule les plus répandues
Ce tableau présente les caractéristiques balistiques des munitions d'armes d'épaule les plus connues. La performance utile typique se base sur les caractéristiques des munitions standard du marché les plus fréquemment rencontrées, ceci à titre de comparaison.
La performance d'une munition, c'est-à-dire son impact sur la cible s'exprime en joules selon la formule E = 1/2 M.V2 où M est la masse et V la vitesse de la balle
Le recul ressenti dans l'arme, se mesure lui par la quantité de mouvement exprimée en kg m/s selon la formule Q = M.V
Ainsi une munition de calibre .270 Winchester a une performance supérieure à une munition de 7,57 mm Mauser (3670 J contre 3035 J), mais provoque un recul équivalent (7,86 kg m/s contre 7,89 kg m/s)
|                                   | Données balistiques (munitions du marché) | Données balistiques (munitions du marché) | Données balistiques (munitions du marché) | Données balistiques (munitions du marché) | Données balistiques (munitions du marché) | Données balistiques (munitions du marché) | Données balistiques (munitions du marché) | Données balistiques (munitions du marché) | Données balistiques (munitions du marché) | Données balistiques (munitions du marché) | performance utile typique* | performance utile typique* | performance utile typique* | performance utile typique* |
| Caractéristique                   | Diamètre balle                            | Diamètre balle                            | longueur cartouche                        | longueur douille                          | poids balle                               | poids balle                               | vitesse min                               | vitesse max                               | Énergie min                               | Énergie max                               | Poids                      | Vitesse                    | Énergie                    | Recul                      |
| --------------------------------- | ----------------------------------------- | ----------------------------------------- | ----------------------------------------- | ----------------------------------------- | ----------------------------------------- | ----------------------------------------- | ----------------------------------------- | ----------------------------------------- | ----------------------------------------- | ----------------------------------------- | -------------------------- | -------------------------- | -------------------------- | -------------------------- |
| unité                             | mm                                        | pouce                                     | mm                                        | mm                                        | g                                         | Grain                                     | m/s                                       | m/s                                       | J                                         | J                                         | grain                      | m/s                        | J                          | kg m/s                     |
| .22 LR                            | 5,60                                      | .223                                      | 25,40                                     | 15,60                                     | 1,9 - 2,6                                 | 30-40                                     | 370                                       | 500                                       | 180                                       | 260                                       | 32                         | 440                        | 200                        | 0,91                       |
| 5,56 x 45 mm Otan .223 Remington  | 5,69                                      | .224                                      | 57,40                                     | 44,70                                     | 3 - 4                                     | 30-60                                     | 850                                       | 993                                       | 1670                                      | 1890                                      | 55                         | 988                        | 1740                       | 3,52                       |
| .222 Remington                    | 5,69                                      | .224                                      | 54,10                                     | 43,20                                     | 4-5                                       | 50-77                                     | 890                                       | 1090                                      | 1450                                      | 1600                                      | 50                         | 957                        | 1485                       | 3,10                       |
| .243 Winchester                   | 6,20                                      | .243                                      | 68,83                                     | 51,90                                     | 4 - 6                                     | 62 - 90                                   | 920                                       | 1240                                      | 2500                                      | 2900                                      | 90                         | 945                        | 2600                       | 5,51                       |
| .270 Winchester                   | 7,00                                      | .275                                      | 84,80                                     | 64,50                                     | 6                                         | 90-130                                    | 910                                       | 1100                                      | 3500                                      | 4000                                      | 130                        | 933                        | 3670                       | 7,86                       |
| 7x57 mm Mauser                    | 7,24                                      | .285                                      | 78,00                                     | 57,00                                     | 8-12                                      | 124-180                                   | 700                                       | 900                                       | 3000                                      | 3700                                      | 160                        | 765                        | 3035                       | 7,93                       |
| 7x64 mm Brennecke                 | 7,24                                      | .285                                      | 84,00                                     | 64,00                                     | 8-12                                      | 124-180                                   | 820                                       | 920                                       | 3300                                      | 4000                                      | 162                        | 800                        | 3360                       | 8,40                       |
| 7 mm Rem Mag                      | 7,20                                      | .284                                      | 84,00                                     | 64,00                                     | 8-10                                      | 124-154                                   | 870                                       | 1100                                      | 4000                                      | 4400                                      | 150                        | 945                        | 4340                       | 9,18                       |
| 7,62 x 51 mm Otan .308 Winchester | 7,80                                      | .308                                      | 69,90                                     | 51,20                                     | 6,5-8                                     | 124-150                                   | 780                                       | 860                                       | 2900                                      | 3600                                      | 150                        | 860                        | 3594                       | 8,36                       |
| .300 Win Mag                      | 7,80                                      | .308                                      | 85,00                                     | 67,00                                     | 8,7-13                                    | 135-200                                   | 900                                       | 990                                       | 4500                                      | 5000                                      | 180                        | 900                        | 4725                       | 10,50                      |
| 30-06 Springfield                 | 7,80                                      | .308                                      | 85,00                                     | 63,00                                     | 9-15                                      | 140-230                                   | 750                                       | 890                                       | 3800                                      | 4000                                      | 180                        | 825                        | 3970                       | 9,62                       |
| 7,92x57 mm Mauser                 | 8,22                                      | .324                                      | 82,00                                     | 57,00                                     | 11-15                                     | 170-230                                   | 720                                       | 800                                       | 4800                                      | 4800                                      | 200                        | 740                        | 3550                       | 9,60                       |
| .338 Win Mag                      | 8,60                                      | .338                                      | 84,80                                     | 64,00                                     | 11-15                                     | 170-230                                   | 760                                       | 900                                       | 3500                                      | 5300                                      | 200                        | 900                        | 5250                       | 11,66                      |
| 9,3x62 mm Mauser                  | 9,30                                      | .366                                      | 83,60                                     | 62,00                                     | 16-26                                     | 240-350                                   | 720                                       | 800                                       | 4300                                      | 5200                                      | 250                        | 745                        | 4495                       | 12,06                      |
| .375 H&H                          | 9,50                                      | .375                                      | 91,00                                     | 72,40                                     | 16-26                                     | 240-350                                   | 700                                       | 882                                       | 5500                                      | 6300                                      | 270                        | 800                        | 5600                       | 14,00                      |